# Seznam irskih igralcev
Seznam irskih igralcev.

## A
- Jonas Armstrong

## B
- Patrick Bergin
- Orla Brady
- Kenneth Branagh
- Pierce Brosnan
- Gabriel Byrne

## C
- Roisin Conaty
- Kerry Condon
- Sabina Coyne
- Liam Cunningham
- Cyril Cusack
- Niamh Cusack
- Sorcha Cusack

## E
- Hilton Edwards

## D
- Ned Dennehy
- Jamie Dornan

## F
- Colin Farrell
- Michael Fassbender
- Barry Fitzgerald
- Geraldine Fitzgerald
- Brenda Fricker

## G
- Sir Michael Gambon
- Brendan Gleeson
- Domhnall Gleeson

## H
- Richard Harris
- Eve Hewson

## K
- Frank Kelly
- Gene Kelly
- Doreen Keogh

## L
- Edele Lynch
- Evanna Lynch
- Joe Lynch

## M
- Mícheál Mac Liammóir
- Siobhán McKenna
- Victor McLaglen
- Pauline McLynn
- Colm Meaney
- Charles Mitchel
- Dermot Morgan
- Aoife Mulholland
- Cillian Murphy

## N
- Liam Neeson

## O
- Chris O'Dowd
- Ardal O'Hanlon
- Maureen O'Hara
- Milo O'Shea
- Maureen O'Sullivan

## Q
- Aidan Quinn

## R
- Stephen Rea
- Saoirse Ronan
- Ger Ryan

## S
- Fiona Shaw

## T
- Stuart Townsend
- Aidan Turner

## V
- Tom Vaughan-Lawlor